# مجلس الولايات السوداني

## التأسيس
مجلس الولايات السوداني هو مجلس الشورى في البرلمان السوداني. تم تشكيله في عام 2005 كجزء من اتفاقية السلام الشامل التي تنص على إنشاء هيئة تشريعية وطنية من مجلسين. يتم انتخاب الأعضاء بشكل غير مباشر من قبل المجالس التشريعية للولاية ويعملون لمدة خمس سنوات.

## إختصاصات المجلس
أسند الدستور لمجلس الولايات مهمة أصيلة هي ابتدار التشريعات القومية حول نظام الحكم اللامركزي والمسائل الأخرى التي تحقق مصلحة للولايات بهدف تحقيق التنمية وتقديم الخدمات العامة بعدالة ومساواة، ودعم لامركزية السلطة ولامركزية اتخاذ القرار.
للمجلس الحق في إدخال التعديلات على مشروعات القوانين التي تؤثر على مصالح الولايات والتي تحيلها إليه اللجنة الدائمة المشتركة للمجلسين وفقاً لنص المادة 91(5) (ب) من الدستور.
للمجلس اختصاص إصدار قرارات وتوجيهات حول نظام الحكم اللامركزي تسترشد بها كل مستويات الحكم وفقاً لنصوص المواد 24، 25، 26 من الدستور.

## التطور التاريخي
في 11 أبريل 2019، تم حل الهيئة التشريعية الوطنية التي تضم مجلس الولايات، بعد الإطاحة بالرئيس السوداني عمر البشير وحزبه الوطني السوداني في انقلاب عسكري.
حاليا وكجزء من انتقال السودان إلى الديمقراطية في عام 2019، يجري تشكيل مجلس تشريعي انتقالي سيعمل كهيئة تشريعية في السودان حتى الانتخابات المقرر إجراؤها في عام 2022.

## رؤساء مجلس الولايات
| الاسم             | تولى منصبه   | انتهت ولايته  | ملاحظات      |
| ----------------- | ------------ | ------------- | ------------ |
| علي يحيى عبد الله | 31 غشت 2005  | 2010          | [ 7 ] [ 8 ]  |
| آدم حميد موسى     | ماي 2010     | 2014 - ?      | [ 9 ] [ 10 ] |
| عمر سليمان آدم    | 1 يونيو 2015 | 11 أبريل 2019 | [ 1 ] [ 11 ] |